# Guillermo Oroño
Guillermo Oroño Sire (Montevideo, 5 aprile 2005) è un calciatore uruguaiano, centrocampista del River Plate (M).

## Carriera
Cresciuto nel settore giovanile del River Plate (M), nel 2024 è stato ceduto in prestito al Rentistas, club della seconda divisione uruguaiana, dove ha debuttato il 27 aprile nell'incontro di Segunda División Profesional de Uruguay vinto 1-0 contro il Cooper. Ha segnato il suo primo gol il 9 giugno seguente, sempre contro il Cooper.
A fine anno è rientrato al River Plate che lo ha confermato in rosa per il 2025, anno in cui ha esordito nella prima divisione uruguaiana.

## Statistiche

### Presenze e reti nei club
Statistiche aggiornate al 30 marzo 2025.
| Stagione        | Squadra         | Campionato      | Campionato | Campionato | Coppe nazionali | Coppe nazionali | Coppe nazionali | Coppe continentali | Coppe continentali | Coppe continentali | Altre coppe | Altre coppe | Altre coppe | Totale | Totale | Totale |
| Stagione        | Squadra         | Comp            | Pres       | Reti       | Comp            | Pres            | Reti            | Comp               | Pres               | Reti               | Comp        | Pres        | Reti        | Pres   | Reti   |        |
| --------------- | --------------- | --------------- | ---------- | ---------- | --------------- | --------------- | --------------- | ------------------ | ------------------ | ------------------ | ----------- | ----------- | ----------- | ------ | ------ | ------ |
| 2024            | Rentistas       | SD              | 17         | 1          | -               | -               | -               | -                  | -                  | -                  | -           | -           | -           | 17     | 1      |        |
| 2025            | River Plate (M) | PD              | 5          | 0          | CU              | 0               | 0               | -                  | -                  | -                  | -           | -           | -           | 5      | 0      |        |
| Totale carriera | Totale carriera | Totale carriera | 22         | 1          |                 | 0               | 0               |                    | -                  | -                  |             | -           | -           | 22     | 1      |        |